# Oswaldella antarctica
Oswaldella antarctica är en nässeldjursart som först beskrevs av Jäderholm 1904.  Oswaldella antarctica ingår i släktet Oswaldella och familjen Kirchenpaueriidae.
Artens utbredningsområde är Södra Ishavet. Inga underarter finns listade i Catalogue of Life.